# أوبن ويب نت
أوبن وب نت هو ميفاق اتصالات مبتكر ومصمم من طرف شركة بتشينو منذ سنة 2000.
مثل هذا البرتكول صمم من أجل التفاعل مع كل مكونات أنظمة أتمتة المنزل(MyHome).
التطورات التقنية العصرية مكنت استعمال أوبن وب نت من أجل التفاعل مع أي نظام أتمتة المنزل(مثل الأنظمة المرتكزة على الموصل
EIB/Konnexاو DMX.المستعملة عبارات (شبكات).
النموذج أوبن وب نت موجود على موقع مجموعة أوبن وب نت.

## برتكول أوبن وب نت
برتكول فكر لكي يكون مستقلا عن باقي وسائل التواصل المستعملة. مثلا من الممكن استعمال برمجة تطبيقيةلالحاسوب الخاص(PC) متصل بواسطة
الإيثرنت أو آر إس 232 أو ناقل متسلسل عام (بالإنجليزية: USB)‏ إلى جسر مرتبط مباشرة بنظام أتمتة المنزل المرغوب التحكم فيها.
الحد الأذنى المطلوب هو إمكانية استعمال رموز DTMF على الخط الهاتفي الشبكة العامة لتحويل الهاتف لنقل الرسائل.
كل شخص بإمكانه فهم وقراءة أو إضافة تمديدالرسائل المكونة للغة التفاعل.
يكفي اقتراح طلب تعليقات الخاص به الذي سيخضع لفحص وتحليل وسيتم نشره إذا كان موافقا لشروط تركيب الأوبن وب نت.

## تركيب
رسالةالأوبن وب نت مركبة من حقول متتالية لتحديد تفاصيل محتوى المعلومات.
إنه مميز بتركيبته المكونة من حقول متغايرة الطول مفترقة بالرمز الخاص " * " والمنتهية ب ## ".
الرموز الممكن استعمالها في الحقول هي أرقام بالإضافة إلى الرمز " # ".
تركيبة الرسالة هي على الشكل التالي :
- الحقل1*الحقل2*...*الحقلN##

الرموز المباحة حاليا هي:
- من:
- أين:
- ماذا:
- حجم:
- قيمة:

من
تشير إلى الوظيفة المطلوبة من تركيب اتمة المنزل المرسلة إلى رسائل لأاوبن وب نت.
مثال: من=1 هي الرسائل الموجهة من أجل التحكم في الأضواء.
أين
تشير إلى مجموعة الأشياء المستقبلة للرسالة.من الممكن أن يكون شيئا واحدا، أو مجموعة من الأشياء، بيئة خاصة، نظام شامل...كل أين (يعني كل وظيفة) يمنح لها جدول أين خاص بها.
الرمز أين يمكن له احتواء ثوابث اختيارية معرفة كالتالي : أين#ثابت1#ثابت2…#ثابتn
مثال: كل أضواء المجموعة 1, الكاشف 2 للمنطقة 1 لالنظام المضاد للاقتحام...
ماذا
تشير إلى عمل يجب القيام به أو حالة يجب قراءتها. كل أين (يعني كل وظيفة) يمنح لها جدول ماذا خاص بها. يمكن للحقل ماذا أن يحتوي على ثوابث اختيارية معرفة كالتالي : ماذا#ثابت1#ثابت2…#ثابتn.
مثال عملي: إضاءة الأضواء، مظلم أ %75، إغلاق المصاريع المتحركة، إشعال جهاز الراديو، إلخ000
مثال حالي : أضواء مشتعلة، جهاز الإنذار مشتغل، بطارية فارغة، إلخ000
حجم
تشير إلى الحجم المميز لالشئ الذي نريد إرساله.
من الممكن طلب/قراءة/كتابة قيمة حجم. لكل حجم هناك عدد محدد من القيم، محددة في الحقل قيمة.
مثال للحجم : حرارة ميزان الحرارة، قوة صوت مكبر الصوت، نسخة برنامج ثابت لالجهاز.
قيمة
تشير إلى القيمة المقرية أوالواجب كتابتها لالحجم المطلوب/المقري/المكتوب في الرسالة.

## رسائل
هناك 4 أنواع من رسائل أوبن وب نت:
- رسائل طلب/حالة: *من*ماذا*أين##
- رسائل التماس حالة: *#من*أين##
- رسائل التماس: *#من*أين*حجم##
- قراءة:: *#من*أين*أين*قيمة 1*...*قيمة n##
- كتابة حجم: *#من*أين*#أين*قيمة 1*...*قيمة n##
- رسائل الإشعار بالاستلام (إشارات التأكيد):
  - ACK (استقبال حسن لرسالة الإشعار): *#*1##
  - NACK (استقبال سيئ لرسالة الإشعار): *#*0##

## جسرأوبن وب نت
يوجد اليوم على نوعين من عبارات (شبكات) التي تمكننا من التواصل مع موصل الحقل:
- خادوم ويب الإيثرنت: إنها مجموعة من خادم (معلوماتية) مرتبطة بالشبكة العنكبوتية ونظام مضمنالمكلفة بترجمة رسائل أوبن وب نت المرسلة على حزمة بروتوكولات الإنترنتو رسائل الحقل ناقل إس سي إس. هذه الخوادم مطورة على جنو/لينكس
- وصلة ناقل متسلسل عام (بالإنجليزية: USB)‏/ سلسلة (Série/USB): إنها وصلة مكلفة بترجمة رسائل أوبن وب نت المرسلة على وصلة ناقل متسلسل عام USB و/أو RS-232 ورسائل الحقل Bus SCS.

## روابط خارجية
- MyOpen Bticino